# سوخوي سوبرجت 130
سوخوي سوبرجت 130 (بالإنجليزية: Sukhoi Superjet 130)‏ هي طائرة ركاب نفاثة أنتجت في روسيا.